# Jean-Robert Thomazo
Jean-Robert Thomazo (ou Robert Thomazo) est un militaire et homme politique français né le 14 janvier 1904 à Dax (Landes) et mort le 10 avril 1973 à Paris.

## Biographie
Officier de tirailleurs algériens, il est élève à Saint-Cyr au sein de la 110e promotion de l'École spéciale militaire, la promotion Chevalier Bayard (1923-1925). Il participe à la campagne du Rif. Après avoir servi durant la bataille de France, il rejoint les français libres. Blessé au visage durant la bataille du Mont Cassin, il est surnommé plus tard « Nez de cuir » par les journalistes, ou encore « Chatterton » par ses hommes du 5e RI de Coblence en 1950, à cause de la bande adhésive qui maintient de chaque côté du nez la prothèse masquant sa blessure. Il sert en Indochine, où il est un des hommes de confiance du maréchal de Lattre. 
Colonel, il est chef d’état-major de la 25e division d’infanterie aéroportée puis de la division d’Alger. Membre du comité de Salut public pendant la crise de mai 1958, il se rend le 25 mai 1958 en Corse dont il devient de facto le commandant civil et militaire (Opération Résurrection) durant trois semaines. Il est élu le 30 novembre 1958 député gaulliste de la 4e circonscription des Basses-Pyrénées, et est l'un des vice-présidents du groupe UNR à l’Assemblée nationale. Mais dès octobre 1959 il s'éloigne du mouvement gaulliste en raison de son attachement de principe à l’Algérie française.
Il prend en 1960 la présidence du Front pour l'Algérie française, et anime sa filiale en métropole, le FNAF (Front national pour l'Algérie française) aux côtés notamment de Jean-Louis Tixier-Vignancour et de Jean-Marie Le Pen.
En 1966, il participe à la fondation de l'Alliance républicaine pour les libertés et le progrès.
En mars 1973, il est candidat dans la première circonscription des Pyrénées-Orientales.
Il meurt quelques jours après le scrutin.

## Décorations
- Commandeur de la Légion d'honneur.
- Croix de guerre 1939–1945.
- Croix de guerre des Théâtres d'opérations extérieurs.
- Croix de la Valeur militaire.
- Croix du combattant volontaire.
- Commandeur de l’Ordre du Vietnam.

Deux de ses fils furent également saint-cyriens, Jean Thomazo (1929-1953) (promotion Garigliano, 1949-1951) et Yves Thomazo (1929-1955) (promotion Extrême-Orient, 1950-1952). Ces deux fils, morts pour la France, ont été choisis comme parrains par la 199e promotion de l'École spéciale militaire de Saint-Cyr (2012-2015), dite promotion « Lieutenants Thomazo ».